# Gran Premio de Denain

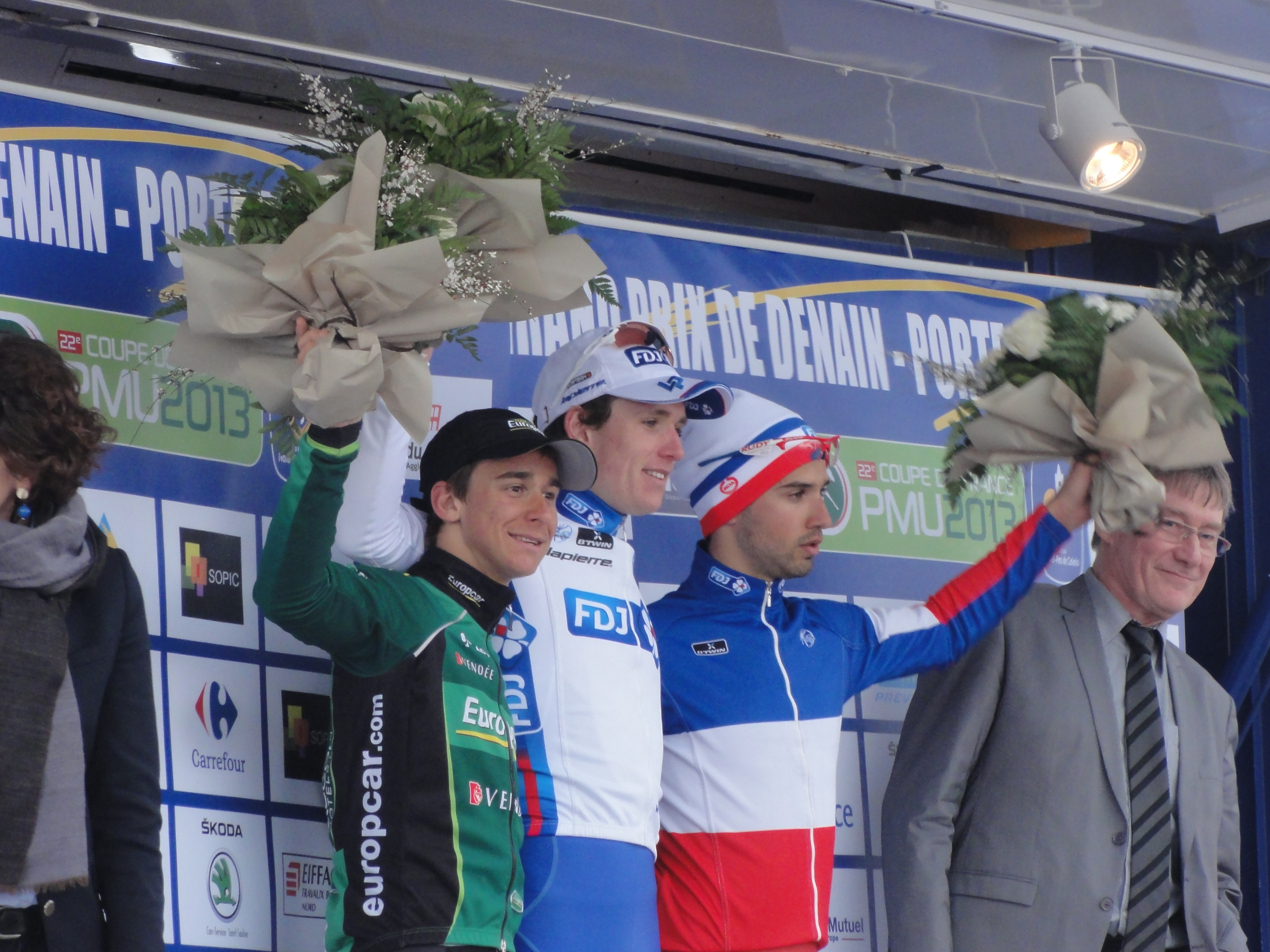
2013 : Bryan Coquard, Arnaud Démare & Nacer Bouhanni.

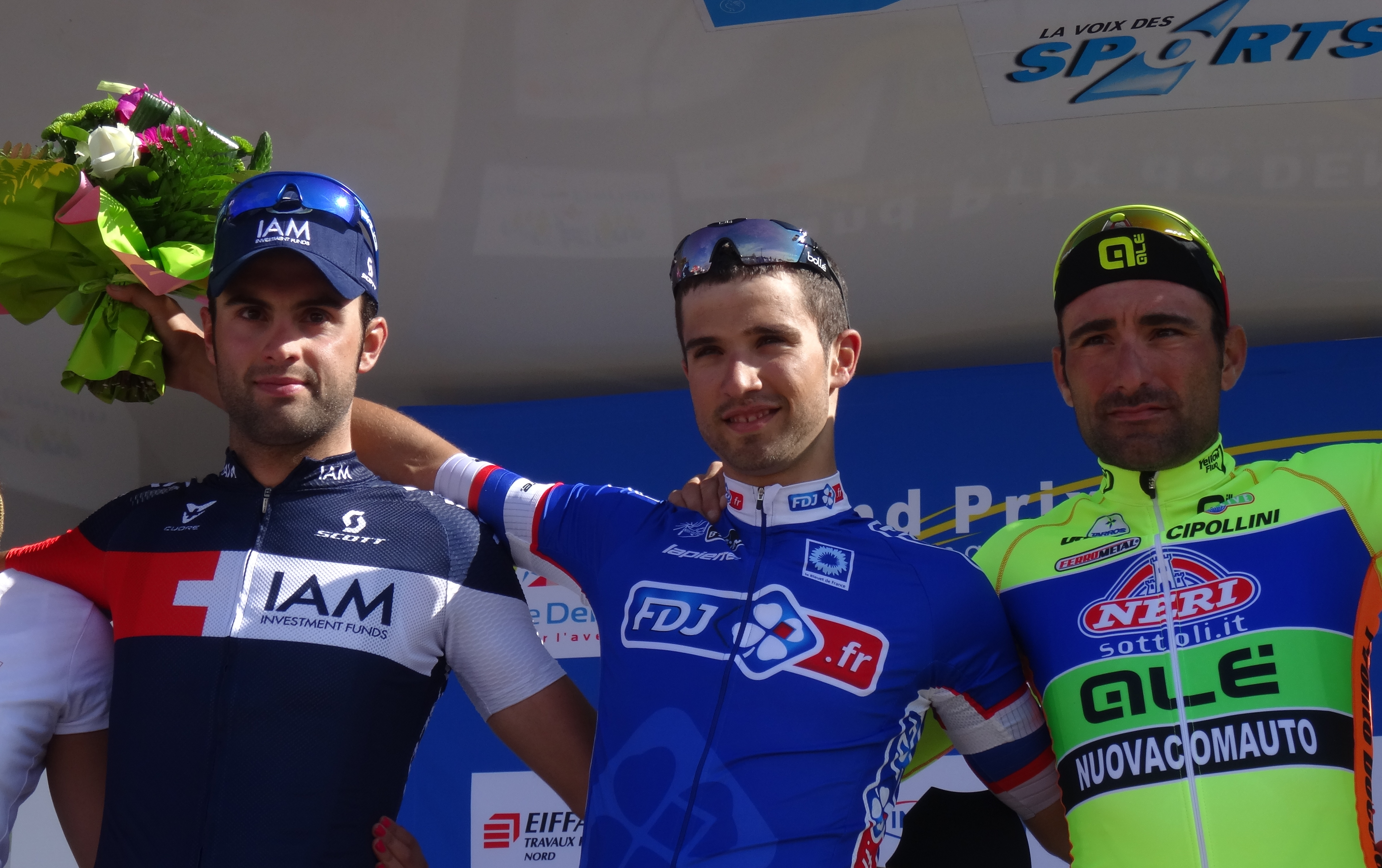
2014 : Matteo Pelucchi (2), Nacer Bouhanni (1), Francesco Chicchi (3).

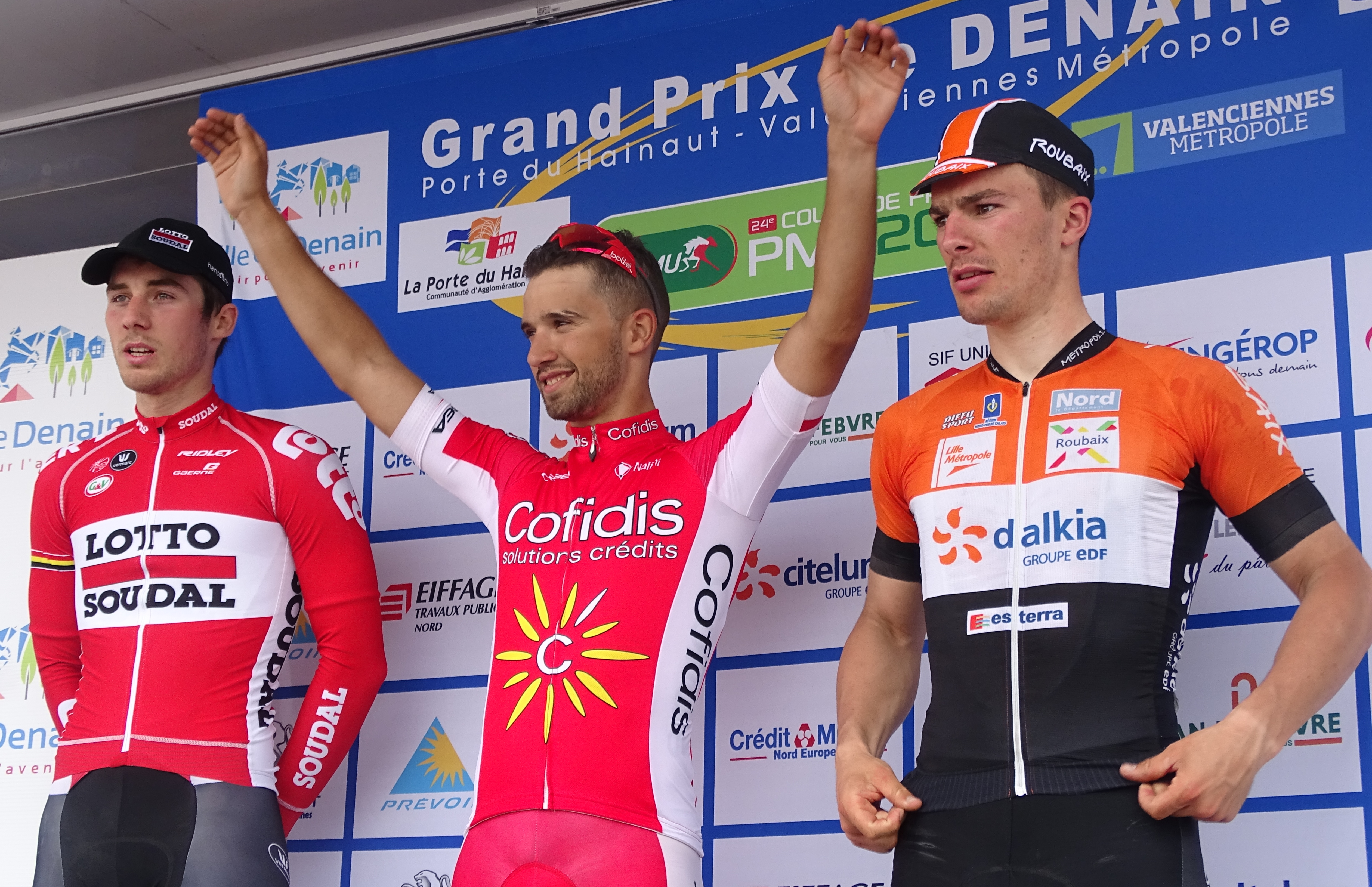
2015 : Boris Vallée (2), Nacer Bouhanni (1), Rudy Barbier (3).

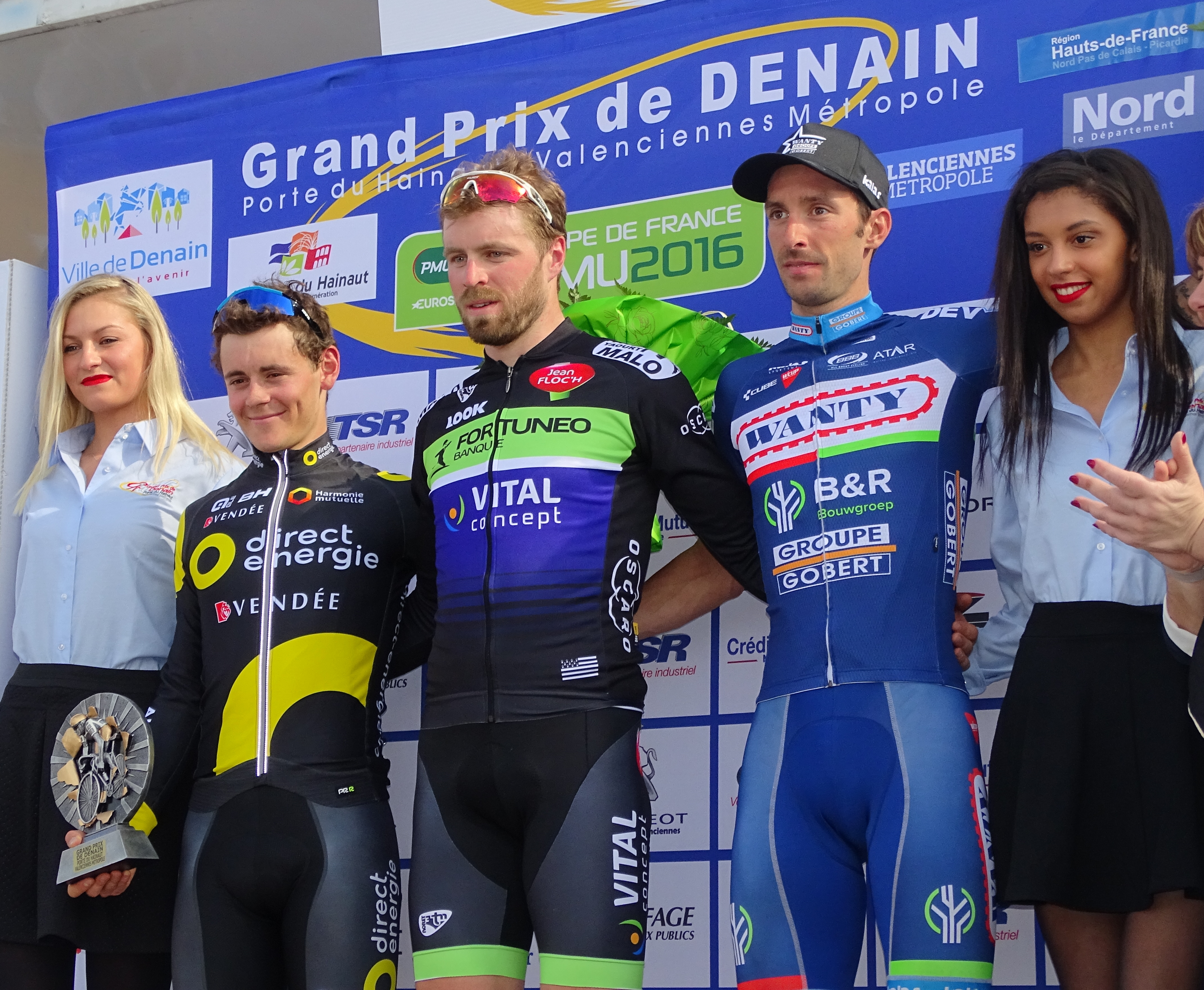
2016 : Thomas Boudat (2), Daniel McLay (1), Kenny Dehaes (3).

El Gran Premio de Denain (oficialmente: GP de Denain Porte du Hainaut) es una carrera ciclista de un día francesa que se disputa en Denain. 
Se creó en 1959. Desde la creación de los Circuitos Continentales UCI en 2005 formó parte del UCI Europe Tour, dentro de la categoría 1.1 hasta 2015 y 1.HC hasta 2019. En 2021 pasó a formar parte del UCI ProSeries en categoría 1.Pro.

## Palmarés
| Año  | Ganador                | Segundo                | Tercero                  |           |
| ---- | ---------------------- | ---------------------- | ------------------------ | --------- |
| 1959 | Seamus Elliott         | Marcel Beckaert        | Jean Stablinski          |           |
| 1960 | Gabriel Borra          | Louis Proost           | Maurice Joosen           |           |
| 1961 | Arthur Decabooter      | Roger Baens            | Marcel Ongenae           |           |
| 1962 | Julien Schepens        | Willy Raes             | Willy Truye              |           |
| 1963 | Gustaaf De Smet        | Édouard Delberghe      | Benoni Beheyt            |           |
| 1964 | Michael Wright         | Frans Verbeeck         | Bernard Van de Kerckhove |           |
| 1965 | Ludo Janssens          | Willy Van den Eynde    | Frans Verbeeck           |           |
| 1966 | Herman Vrancken        | Martin Van Den Bossche | Constant Jongen          |           |
| 1967 | José Samyn             | Jacques Boudringhin    | Eddy Van Audenaerde      |           |
| 1968 | Jean Stablinski        | Barry Hoban            | Herman Decan             |           |
| 1969 | Joseph Mathy           | Daniel van Ryckeghem   | Fernand Hermie           |           |
| 1970 | Christian Callens      | Émile Bodart           | José Catieau             |           |
| 1971 | Andre Dierickx         | Herman Vrijders        | Frans Verhaegen          |           |
| 1972 | Gustaaf Van Roosbroeck | Jozef Abelshausen      | Rudy De Groote           |           |
| 1973 | Marc Demeyer           | Englebert Opdebeeck    | Dirk Baert               |           |
| 1974 | Willy Teirlinck        | José De Cauwer         | Eddy Verstraeten         |           |
| 1975 | Roger Loysch           | Jozef Abelshausen      | Andre Dierickx           |           |
| 1976 | Walter Planckaert      | Robert Mintkiewicz     | Eric Jacques             |           |
| 1977 | Robert Mintkiewicz     | Serge Vandaele         | Albert Van Vlierberghe   |           |
| 1978 | Frank Hoste            | Joseph Jacobs          | Gustaaf Van Roosbroeck   |           |
| 1979 | Jean-Philippe Pipart   | Frits Pirard           | Johan Alberts            |           |
| 1980 | Léo Van Thielen        | Jean-Philippe Pipart   | Roger Vershaeve          |           |
| 1981 | Ferdi van den Haute    | Eric Van De Wiele      | Dirk Baert               |           |
| 1982 | Eddy Vanhaerens        | Alain Desaever         | Ronny Van Holen          |           |
| 1983 | Paul Sherwen           | William Tackaert       | Didier Vanoverschelde    |           |
| 1984 | Yves Godimus           | Claude Criquielion     | Willy Vigouroux          |           |
| 1985 | Patrick Versluys       | Jean-Louis Gauthier    | Pierre Le Bigaut         |           |
| 1986 | Bruno Wojtinek         | Johan Capiot           | Christophe Lavainne      |           |
| 1987 | Bruno Wojtinek         | Eddy Planckaert        | Jan Bogaert              |           |
| 1988 | Pascal Poisson         | Michel Vermote         | Thierry Marie            |           |
| 1989 | Edwig van Hooydonck    | Thierry Marie          | Franck Boucanville       |           |
| 1990 | Frédéric Moncassin     | Peter Pieters          | Paul Popp                |           |
| 1991 | Frédéric Moncassin     | Martin Schalkers       | Thierry Laurent          |           |
| 1992 | Edwig van Hooydonck    | Philippe Casado        | Hervé Henriet            |           |
| 1993 | Marcel Wüst            | Johan Capiot           | Michel Zanoli            |           |
| 1994 | Jans Koerts            | Lars Michaelsen        | Brian Holm               |           |
| 1995 | Jo Planckaert          | Michel Zanoli          | Thierry Gouvenou         |           |
| 1996 | Ján Svorada            | Michel Cornelisse      | Emmanuel Magnien         |           |
| 1997 | Ludo Dierckxsens       | Henk Vogels            | Stuart O'Grady           |           |
| 1998 | Jaan Kirsipuu          | Jeroen Blijlevens      | Frédéric Moncassin       |           |
| 1999 | Jeroen Blijlevens      | Jaan Kirsipuu          | Niko Eeckhout            |           |
| 2000 | Endrio Leoni           | Thor Hushovd           | Leonardo Guidi           |           |
| 2001 | Jaan Kirsipuu          | Davide Casarotto       | Frédéric Guesdon         |           |
| 2002 | Alberto Vinale         | Frédéric Finot         | Damien Nazon             |           |
| 2003 | Bert Roesems           | Enrico Poitschke       | Thomas Voeckler          |           |
| 2004 | Thor Hushovd           | Mark Scanlon           | Nico Sijmens             |           |
| 2005 | Jimmy Casper           | Mark Renshaw           | Lloyd Mondory            |           |
| 2006 | Jimmy Casper           | Nico Mattan            | Hans Dekkers             |           |
| 2007 | Sébastien Chavanel     | Mark Renshaw           | Eric Baumann             |           |
| 2008 | Edvald Boasson Hagen   | Jimmy Casper           | Jimmy Engoulvent         |           |
| 2009 | Jimmy Casper           | Matthew Goss           | Denis Flahaut            |           |
| 2010 | Denis Flahaut          | Florian Vachon         | Enrico Rossi             |           |
| 2011 | Jimmy Casper           | Romain Feillu          | Aidis Kruopis            |           |
| 2012 | Juan José Haedo        | Alex Rasmussen         | Andrea Guardini          |           |
| 2013 | Arnaud Démare          | Bryan Coquard          | Nacer Bouhanni           |           |
| 2014 | Nacer Bouhanni         | Matteo Pelucchi        | Francesco Chicchi        |           |
| 2015 | Nacer Bouhanni         | Boris Vallée           | Rudy Barbier             |           |
| 2016 | Daniel McLay           | Thomas Boudat          | Kenny Dehaes             |           |
| 2017 | Arnaud Démare          | Nacer Bouhanni         | Juan Sebastián Molano    |           |
| 2018 | Kenny Dehaes           | Hugo Hofstetter        | Julien Duval             |           |
| 2019 | Mathieu van der Poel   | Marc Sarreau           | Timothy Dupont           |           |
| 2020 | cancelada              | cancelada              | cancelada                | cancelada |
| 2021 | Jasper Philipsen       | Jordi Meeus            | Benjamin Swift           |           |
| 2022 | Max Walscheid          | Dries De Bondt         | Adrien Petit             |           |
| 2023 | Juan Sebastián Molano  | Tim Van Dijke          | Timo Kielich             |           |
| 2024 | Jannik Steimle         | Ceriel Desal           | Dries Van Gestel         |           |
| 2025 | Matthew Brennan        | Gianni Vermeersch      | Dries De Bondt           |           |

## Palmarés por países
| País            | Victorias | Último vencedor               |
| --------------- | --------- | ----------------------------- |
| Bélgica         | 27        | Jasper Philipsen en 2021      |
| Francia         | 19        | Arnaud Démare en 2017         |
| Reino Unido     | 4         | Matthew Brennan en 2025       |
| Países Bajos    | 3         | Mathieu van der Poel en 2019  |
| Alemania        | 3         | Jannik Steimle en 2024        |
| Italia          | 2         | Alberto Vinale en 2002        |
| Noruega         | 2         | Edvald Boasson Hagen en 2008  |
| Estonia         | 2         | Jaan Kirsipuu en 2001         |
| Irlanda         | 1         | Seamus Elliott en 1959        |
| República Checa | 1         | Ján Svorada en 1996           |
| Argentina       | 1         | Juan José Haedo en 2012       |
| Colombia        | 1         | Juan Sebastian Molano en 2023 |